# Centrophasma
Centrophasma is een geslacht van Phasmatodea uit de familie Diapheromeridae. De wetenschappelijke naam van dit geslacht is voor het eerst geldig gepubliceerd in 1908 door Redtenbacher.

## Soorten
Het geslacht Centrophasma omvat de volgende soorten:
- Centrophasma adaequatum (Redtenbacher, 1908)
- Centrophasma hadrillum (Westwood, 1859)
- Centrophasma longipennis (Günther, 1944)
- Centrophasma obliteratum (Redtenbacher, 1908)
- Centrophasma perfectum (Redtenbacher, 1908)
- Centrophasma recessum (Redtenbacher, 1908)
- Centrophasma spinosissimum (Redtenbacher, 1908)
- Centrophasma spinosum (Saussure, 1868)
- Centrophasma zehntneri (Carl, 1913)